# Carl Wilson
Carl Dean Wilson (Hawthorne (Californië), 21 februari 1946 – Los Angeles, 6 februari 1998) was een Amerikaanse rock- en popzanger en leadgitarist van de band The Beach Boys.

## Biografie
Carl Wilson kwam bij de band op 14-jarige leeftijd, toen hij nog op de middelbare school zat. Op de eerste albums van 1961 tot 1965 was hij actief als leadgitarist en harmoniezanger. In 1964 zong hij voor het eerst de hoofdstem in het nummer Pom Pom Play Girl. Sinds het album Pet Sounds uit 1966 en de single Good Vibrations zong hij vaker. Aan het begin van zijn Beach Boys-carrière werd Carl Wilson overschaduwd door zijn broers Brian en Dennis Wilson. Van 1968 tot 1973 componeerde hij talloze stukken voor de band en hij werkte ook als producent aan vele nummers en albums. Nadat Brian Wilson in 1976 actief terugkeerde naar de band, keerde Carl Wilson terug naar het tweede plan. Toen Brian Wilson een jaar later met pensioen ging, hadden de bandleden Mike Love en Al Jardine de touwtjes stevig in handen en werd de rol van Carl Wilson steeds kleiner. Op het door Jardine geproduceerde album M.I.U. viel Carl Wilson nauwelijks op, het album was zowel commercieel als muzikaal een fiasco voor de band. Ten slotte slaagde Carl Wilson erin om zich weer in te leven en op de volgende twee albums L.A. (Light Album) en Keepin' the Summer Alive nam hij weer een actievere rol op zich.
Carl Wilson wilde in de jaren 1980 nieuw materiaal uitbrengen, terwijl zijn bandleden tevreden waren om op tournee te gaan en de oude hits te spelen. Dus stapte hij in 1981 uit de tourgroep van de The Beach Boys en bracht twee r&b-soloalbums uit. Beide albums werden echter matig verkocht. Nadat zijn debuutalbum Carl Wilson zich alleen in de onderste top 100 van de Amerikaanse Billboard-hitlijsten kon plaatsen, vroeg zijn platenmaatschappij minimaal één single voor zijn tweede album, dat in de hitlijsten vertegenwoordigd was. What You Do to Me bereikte #72, maar het album verkocht niet beter. In 1982 gaf Carl Wilson zijn solocarrière op en keerde terug op tournees. Op het album The Beach Boys uit 1985 verscheen hij opnieuw als componist voor The Beach Boys. In hetzelfde jaar verscheen hij met zijn broer Brian en de rest van The Beach Boys bij Live Aid.
Naast zijn werk bij The Beach Boys was Carl Wilson actief als zanger voor vele artiesten. Hij produceerde ook een album voor de Zuid-Afrikaanse band The Flame in 1970, die werd uitgebracht bij het label Brother Records. In 1977 belastte hij zich met de zangcarrière van Ricci Martin, voor wie hij het album Beached produceerde en componeerde. In 1997 werd bekend dat Carl Wilson, die sinds zijn 14e een zware kettingroker was, longkanker had. Desalniettemin maakte hij grotendeels de 97ste wereldtournee van de band mee. Wilson, verzwakt door chemotherapie, moest de concerten zittend houden en had na bijna elk nummer zuurstof nodig. Hij zong alleen God Only Knows staand.
In 1993 begonnen Wilson en zijn vrienden Robert Lamm (Chicago) en Gerry Beckley (America) aan een gezamenlijk album te werken. Vanwege tournee-verplichtingen van de drie bands werden de opnamen herhaaldelijk uitgesteld. Na Wilsons dood maakten Lamm en Beckley het alleen af. Het album werd in 2000 uitgebracht onder de titel Like a Brother en werd zeer slecht verkocht. Carl Wilson staat op het album met vijf nummers, waaronder I Wish for You, zijn laatste nummer geschreven voor zijn zonen. Hij droeg het themalied Like a Brother op aan zijn twee broers. In 1997 vroeg Brian Wilson zijn broer om deel te nemen aan zijn soloalbum Imagination, maar dit kwam niet van de grond.

## Privéleven en overlijden
Carl Wilson bezweek op 6 februari 1998 op 51-jarige leeftijd aan longkanker en een hersentumor. Na de dood van Dennis Wilson in 1983 en de definitieve exit van Brian Wilson in 1988, was er geen Wilson meer bij The Beach Boys. In 2004 bracht Brian Wilson zijn soloalbum Gettin in Over My Head uit, waarop de titel Soul Searchin' te vinden is. Dit was het laatste nummer van The Beach Boys, waarvoor Carl Wilson in 1996 de hoofdstem opnam. Carl Wilson was twee keer getrouwd. In 1966 trouwde hij met Annie Hinsche. De zoons Jonah en Justyn Wilson komen uit dit huwelijk. In 1987 trouwde hij met Gina Martin, de dochter van Dean Martin.

## Carl Wilson Foundation - Walk against Cancer
Na zijn dood werd de Carl Wilson Foundation opgericht. Deze organiseert benefietconcerten en andere evenementen onder de titel Walk against Cancer. Bij de benefietconcerten traden ook de zonen van Brian Wilson en Carl Wilson en hun toenmalige band In Bloom op, evenals Eric Clapton, Heart, Neil Diamond en andere bekende en onbekende artiesten. Het doel van de stichting is geld in te zamelen voor kankeronderzoek en financiële ondersteuning te bieden aan mensen met kanker. De zonen Jonah en Justyn Wilson van Carl Wilson zijn verantwoordelijk voor het beheer en de organisatie van de stichting.

## Discografie
- 1981: Carl Wilson
- 1983: Youngblood
- 2000: Like a Brother (met Gerry Beckley en Robert Lamm)

## Verdere projecten
- 1994: Tom Petty – Wildflowers (1994/Gesang), She's the One (Gut String Guitar)
- 1982: America – View from the Ground (zang)
- 1976: Elton John – Greatest Hits (zang), Caribou (zang)
- 1996/1976: Warren Zevon – I'll Sleep When I Am Dead (zang), Warren Zevon (zang)
- 1985: Olivia Newton-John – Soul Kiss (zang)
- 1985: David Lee Roth – Crazy from the Heat (zang)
- 1975: David Cassidy – The Higher They Climb (zang)
- 1986: Joan Jett – Good Music (zang)
- 1984: Timothy B. Schmit – Playin' It Cool (zang)
- 1983: Christopher Cross – Another Page (zang)
- 1970: The Flame (producent/keyboard)
- 1974-1978: Chicago – VII, VIII, IX, X, XI (zang)
- 1999: Robert Lamm – In My Head (zang)
- 1978: Lake – Lake II (zang)
- 1971: Cass Elliot – Cass Elliot (zang)
- 1977: Ricci Martin – Beached (zang, producent, songwriter)

- Bibliothèque nationale de France: cb13815616d (data)
- Gemeinsame Normdatei: 135288487
- International Standard Name Identifier: 0000 0001 1886 9810
- Library of Congress Control Number: n92005378
- MusicBrainz: aecfaa2c-d042-40b5-b4c4-05534acafd3a
- Nationale Bibliotheek van Tsjechië: xx0204975
- Nationale Bibliotheek van Israël: 987007429771805171
- Système universitaire de documentation: 131875361
- Virtual International Authority File: 102397032
- WorldCat: E39PBJpdM7jC4hYWvHRbDtJMT3